# Karbalá (guvernorát)
Guvernorát Karbalá je jedním z 19 guvernorátů v Iráku. Jeho hlavním městem je Karbalá. Má rozlohu 5034 km² a v roce 2009 v něm žilo 1 003 500 obyvatel. Sousedí s guvernoráty Nadžaf, Anbár a Bábil.